# Châteletové
Châteletové je mladší větev rodu „le Chasteler“, který byl zase vedlejší linií vévodů z Horního Lotrinska z rodu Châtenois.
Prvním nositelem přídomku du Châtelet byl Thierry (Dietrich) du Diable nebo d'Enfer, syn vévody Fridricha I. Lotrinského (asi 1143–1207).
Poté, co Thierry získal údolí Removille a další pozemky v údolí řeky Vair jako apanáž, nechal na ostrohu ve svém panství Barville nad vesnicí Horchechamp vystavět hrad. Ten dostal jméno Châtelet a stal se vládnoucím sídlem rodiny. Rodina se pak po něm pojmenovala.
Rod Châteletů se časem rozdělil do jedenácti linií.

## Erb
Blason erbu rodu Châtelet: Zlatý štít s červeným břevnem pokosem, na němž leží tři stříbrné lilie ve směru břevna.